# Анрі Бедімо
Анрі Бедімо (фр. Henri Bedimo, нар. 4 червня 1984, Дуала) — камерунський футболіст, захисник.
Виступав, зокрема, за «Монпельє», «Ліон» та «Марсель», а також за національну збірну Камеруну.

## Клубна кар'єра
Народився 4 червня 1984 року в камерунському місті Дуала, проте у 15 років з батьками переїхав до Франції, де став навчатись футболу у школі «Гренобля». Протягом сезону 2002/03 виступав за другу команду у п'ятому за рівнем дивізіоні Франції, після чого перебрався в структуру «Тулузи», де також грав за другу команду.
У дорослому футболі дебютував 2004 року виступами за «Тулузу» в Лізі 1, в якій провів два сезони, взявши участь у 23 матчах чемпіонату, але основним гравцем так і не став, через що влітку 2006 року перейшов в «Гавр» з Ліги 2, де провів наступний сезон.
Згодом з літа 2007 по січень 2010 року грав у складі «Шатору» з Ліги 2.
Своєю грою за останню команду привернув увагу представників тренерського штабу «Лансу» з Ліги 1, до складу якого приєднався на початку 2010 року. Відіграв за команду з Ланса наступні півтора сезони своєї ігрової кар'єри. Більшість часу, проведеного у складі «Ланса», був основним гравцем захисту команди.
Влітку 2011 року «Ланс» зайняв передостаннє місце в чемпіонаті і покинув еліту, через що Бедімо уклав контракт з «Монпельє», у складі якого в першому ж сезоні став чемпіоном Франції. Граючи у складі «Монпельє» також здебільшого виходив на поле в основному складі команди.
До складу клубу «Ліон» приєднався влітку 2013 року. Відіграв за команду з Ліона 81 матч у національному чемпіонаті.
Відігравши в Ліоні три сезони, влітку 2016 року перейшов до «Марселя». У «Марселі» він грав дуже мало: спочатку через травму, а потім через зміну керівництва клубу він втратив місце в складі. У 2018 марсельський клуб звільнив Бедімо, формально через те, що той запустив проект з розвитку академії клубу «Монпельє» в рідному місті камерунця Дуалі. У відповідь футболіст, який станом на кінець 2019 так і залишався без клубу, подав позов на свій колишній клуб, вимагаючи 5,3 мільйони євро компенсації.

## Виступи за збірну
2009 року дебютував в офіційних матчах у складі національної збірної Камеруну.
У складі збірної був учасником Кубка африканських націй 2010 року в Анголі та чемпіонату світу 2014 року в Бразилії.
Провів у формі головної команди країни 52 матчі, забив 1 гол.

## Титули і досягнення
- Чемпіон Франції (1):

«Монпельє»: 2011-12